# Challenger de San Marino 2014
El San Marino Open 2014 fue un torneo de tenis profesional jugado en canchas de tierra batida. Se disputó la 26ª edición del torneo que formó parte del circuito ATP Challenger Tour 2014. Se llevó a cabo en la Ciudad de San Marino, República de San Marino entre el 4 y el 10 de agosto de 2014.

## Jugadores participantes del cuadro de individuales

### Cabezas de serie
| País                 | Jugador              | Rank1 | Favorito |
| -------------------- | -------------------- | ----- | -------- |
| Bandera de Italia    | Simone Bolelli       | 89    | 1        |
| Bandera de España    | Daniel Gimeno Traver | 93    | 2        |
| Bandera de Argentina | Máximo González      | 104   | 3        |
| Bandera de España    | Albert Montañés      | 119   | 4        |
| Bandera de Alemania  | Julian Reister       | 125   | 5        |
| Bandera de Alemania  | Peter Gojowczyk      | 127   | 6        |
| Bandera de Serbia    | Filip Krajinović     | 134   | 7        |
| Bandera de Italia    | Filippo Volandri     | 136   | 8        |

- 1 Se ha tomado en cuenta el ranking del 28 de julio de 2014.

### Otros participantes
Los siguientes jugadores recibieron una invitación (wild card), por lo tanto ingresan directamente al cuadro principal (WC):
- Alessandro Giannessi
- Máximo González
- Filip Krajinović
- Viktor Troicki

Los siguientes jugadores ingresan al cuadro principal tras disputar el cuadro clasificatorio (Q):
- Christian Garin
- Giovanni Lapentti
- Wilson Leite
- Antonio Veić

Los siguientes jugadores ingresan al cuadro principal como exención especial (SE):
- Federico Gaio
- Roberto Marcora

## Jugadores participantes en el cuadro de dobles

### Cabezas de serie
| País                        | Jugador           | País                      | Jugador            | Rank1 | Favorito |
| --------------------------- | ----------------- | ------------------------- | ------------------ | ----- | -------- |
| Bandera de Suecia           | Johan Brunström   | Bandera de Estados Unidos | Nicholas Monroe    | 138   | 1        |
| Bandera de los Países Bajos | Jesse Huta Galung | Bandera de Nueva Zelanda  | Michael Venus      | 140   | 2        |
| Bandera de Italia           | Daniele Bracciali | Bandera de Italia         | Potito Starace     | 188   | 3        |
| Bandera de Alemania         | Frank Moser       | Bandera de Alemania       | Alexander Satschko | 243   | 4        |

- 1 Se ha tomado en cuenta el ranking del 28 de julio de 2014.

## Campeones

### Individual Masculino
- Adrian Ungur derrotó en la final a  Antonio Veić por 6-1, 6-0.

### Dobles Masculino
- Radu Albot /  Enrique López-Pérez derrotaron en la final a  Franko Škugor /  Adrian Ungur por 6-4 y 6-1.